# Електричне освітлення
Електри́чне осві́тлення — застосування електрики для цілей освітлення.

## Галузі
- ЖКГ
- тепличне господарство
- дорожня інфраструктура

## Вуличне освітлення
Загальної кількості джерел штучного світла (особливо вуличного) настільки багато, що його достатньо аби легко бачити міста вночі з висоти польоту або космосу. Це світло є джерелом світлового забруднення, що турбує астрономів та інших науковців.